# Палос Алтос (Парас)
Палос Алтос (шп. Palos Altos) насеље је у Мексику у савезној држави Коавила у општини Парас. Насеље се налази на надморској висини од 1599 м.

## Становништво
Према подацима из 2010. године у насељу су живела 4 становника.

### Хронологија
| Година       | 2000         | 2005       | 2010 |
| ------------ | ------------ | ---------- | ---- |
| Становништво | 22 (12 / 10) | 13 (8 / 5) | 4    |

### Попис
| # | Индикатор                     | Вредност |
| - | ----------------------------- | -------- |
| 1 | Укупно домаћинстава           | 3        |
| 2 | Укупно насељених домаћинстава | 2        |
| 3 | Величина локације             | 1        |